# Cos Cob
Cos Cob – jednostka osadnicza w Stanach Zjednoczonych, w stanie Connecticut, w hrabstwie Fairfield.